# Zweiter Prager Fenstersturz

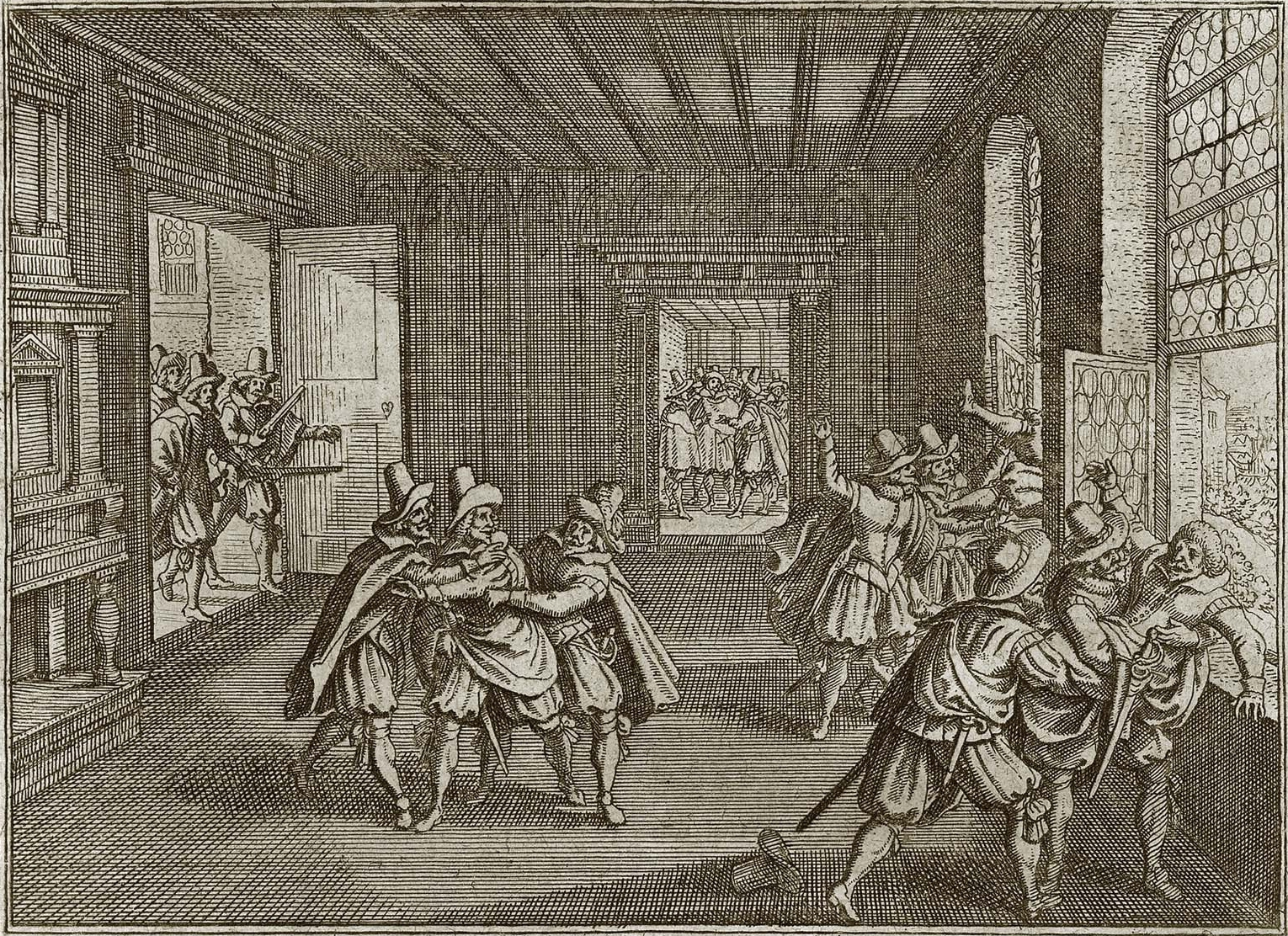
Nicht zeitgenössische Darstellung des Fenstersturzes aus dem Theatrum Europaeum

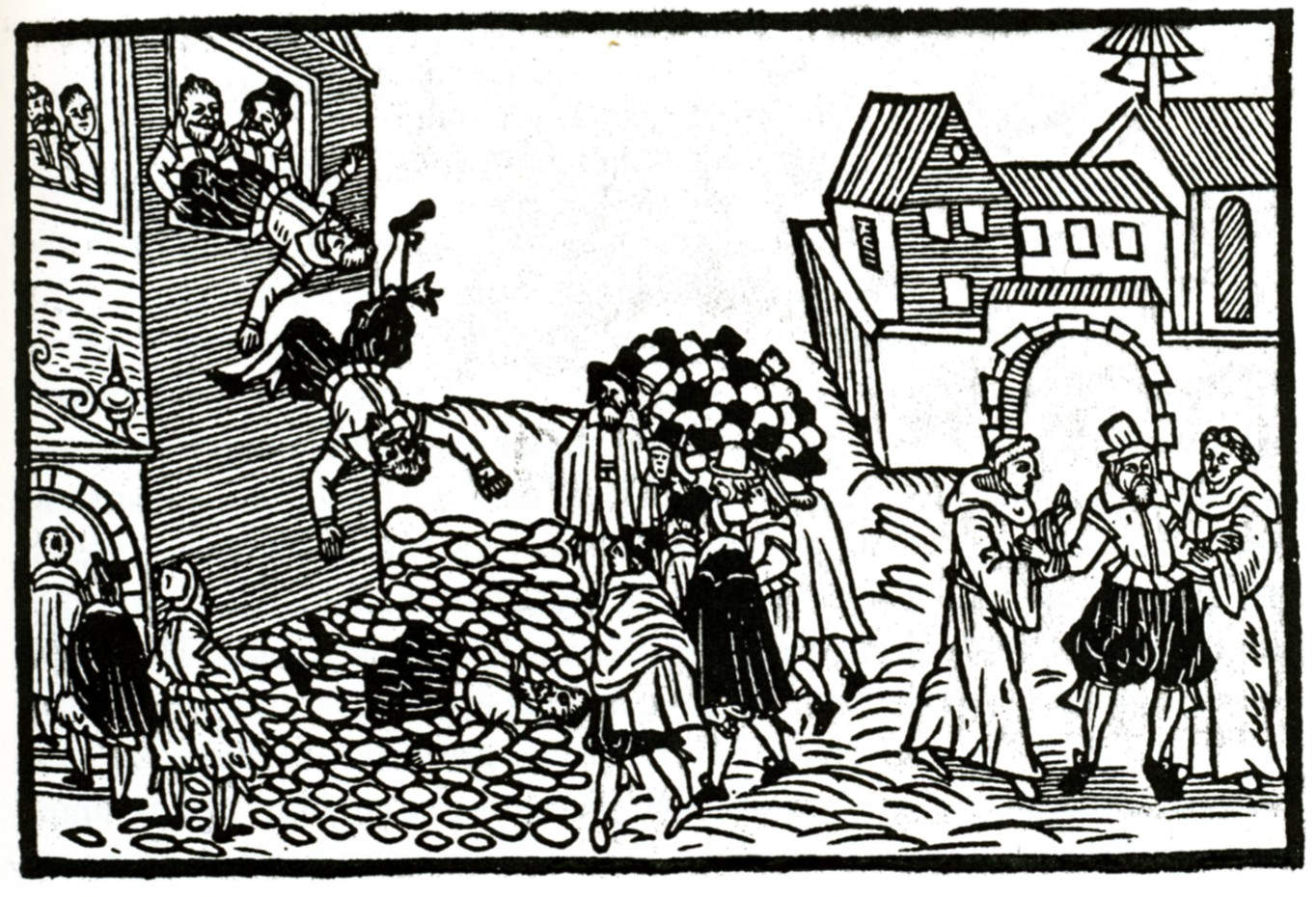
Dieser Ausschnitt eines Flugblattes von 1618 zeigt keinen Misthaufen, sondern Steine. Die hier nicht abgebildete Legende zu dem Holzschnitt erklärt, dass dank Gottes die von den Statthaltern ausgehende Gefahr abgewendet worden sei, und sich später einer davon im Kloster verstecken wollte, das auf der rechten Bildhälfte zu sehen ist.

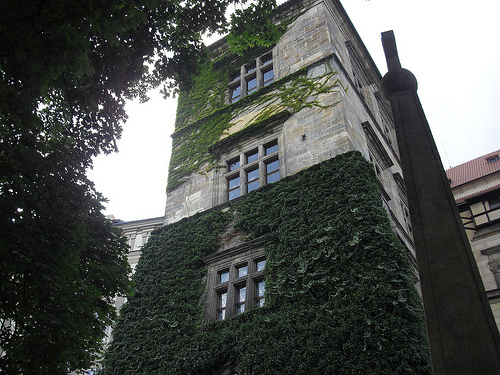
Fenster im Seitenflügel des Alten Königspalastes in Prag (der Fenstersturz erfolgte durch das Fenster seitlich rechts in der zweiten Etage von oben, oberhalb des Bewuchses)

Der Zweite Prager Fenstersturz am 23. Mai 1618 ist die von Vertretern der protestantischen Stände begangene Gewalthandlung in der Form der Defenestration (lat. für Fenstersturz) an den königlichen Statthaltern Jaroslaw Borsita Graf von Martinitz und Wilhelm Slavata von Chlum und Koschumberg sowie dem Kanzleisekretär Philipp Fabricius. Er markiert den Beginn und den Auslöser des Dreißigjährigen Krieges und stellt einen wichtigen Wendepunkt in der Geschichte Europas dar. Da der Erste Prager Fenstersturz von 1419 sowie der Prager Fenstersturz von 1483 in deutscher Zählung oftmals nicht beachtet werden, ist vom Zweiten Fenstersturz 1618 oft als dem „Prager Fenstersturz“ die Rede.

## Geschichte
Der Fenstersturz wirkte als Fanal während des Böhmischen Ständeaufstandes. Die überwiegend protestantischen Stände warfen ihrem katholischen Landesherrn und Kaiser Matthias und dem 1617 zum Nachfolger gewählten böhmischen König Ferdinand von Steiermark (nach 1619 auch Kaiser) vor, die von Kaiser Rudolf II. im Majestätsbrief von 1609 zugestandene Religionsfreiheit der Protestanten zu verletzen. Ausgelöst wurde die Empörung durch den Abriss der evangelischen Kirche in Klostergrab und die Schließung der St.-Wenzels-Kirche in Braunau.
Die Defensoren, die seit dem Majestätsbrief von den protestantischen Ständen bestellt wurden, um deren konfessionelle Rechte zu schützen und zu wahren, beriefen für März 1618 eine protestantische Ständeversammlung ein. Obwohl viele Stände nicht erschienen, sandte der Protestantentag eine schriftliche Beschwerde an den Kaiser und forderte sein Vorgehen gegen die Verletzung verbriefter Religionsrechte. Diese Resolution wurde in einem kaiserlichen Schreiben, das Kardinal Melchior Khlesl verfasste, scharf abgelehnt. Die Ständeversammlung wurde für ungesetzlich erklärt und weitere Versammlungen dieser Art verboten, was bei den Ständen auf Empörung stieß.
Dem kaiserlichen Schreiben zum Trotz versammelten sich die protestantischen Stände ein weiteres Mal am 21. Mai 1618 im Karolinum. Die kaiserlichen Statthalter ließen ein Edikt vorlegen, demzufolge die Versammlung sofort aufgelöst werden sollte. Eine kleine Gruppe Eingeweihter plante daraufhin im Palast des Albrecht Jan Smiřický die „Defenestration“, wohl als Anspielung auf die vorangegangenen Fensterstürze im Prag des 15. Jahrhunderts (1419 und 1483). Im Jahr 1483 hatten radikale Hussiten die Rathäuser von Alt- und Neustadt besetzt, um einer geplanten Verschwörung katholischer Stadträte entgegenzuwirken, die Stadträte erschlagen und die Leichen aus dem Fenster geworfen.
Nach Auflösung der Ständeversammlung zogen am 23. Mai 1618 knapp 200 Vertreter der protestantischen Stände unter der Führung von Heinrich Matthias von Thurn zur Prager Burg und warfen nach einem improvisierten Schauprozess die in der dortigen Böhmischen Hofkanzlei anwesenden königlichen Statthalter Jaroslaw Borsita Graf von Martinitz und Wilhelm Slavata von Chlum und Koschumberg sowie den Kanzleisekretär Philipp Fabricius aus einem Fenster etwa 17 Meter tief in den Burggraben, wobei alle drei, einer von ihnen am Kopf verletzt, überlebten. Der zuerst hinausgestürzte Martinitz berichtet über den Sturz Slavatas:

„Sie haben erst die Finger seiner Hand, mit der er sich festgehalten hat, bis aufs Blut zerschlagen und ihn durch das Fenster ohne Hut, im schwarzen samtenen Mantel hinab geworfen. Er ist auf die Erde gefallen, hat sich noch 8 Ellen tiefer als Martinitz in den Graben gewälzt und sich sehr mit dem Kopf in seinen schweren Mantel verwickelt.“

Slavata berichtet Folgendes über seinen eigenen Sturz, wobei er von sich selbst in der dritten Person spricht:

„Graf Slavata hat sich an dem steinernen Gesims des untersten Fensters angestoßen und ist auf der Erde mit dem Kopf noch auf einen Stein gefallen.“

Der Fall Slavatas endete also unsanft, wenn auch durch ein Fenstersims etwas gebremst. Martinitz schreibt über den Fall des Sekretärs:

„Haben letztlich noch den Herrn Magister Phillip Fabricius, röm. kais. Rat und Kgr. Böhmens Sekretarius […], in den Graben geworfen.“

Der glimpfliche Ausgang des Gewaltakts wurde auf verschiedene Weise begründet. Die weitverbreitete Erklärung, die Defenestrierten seien auf einem Misthaufen gelandet, der sich unter dem Fenster angesammelt hatte, dürfte eine anekdotische Erfindung späterer Zeiten sein und wird in den Erinnerungen der Beteiligten beider Parteien nicht erwähnt. Es ist auch unwahrscheinlich, dass sich im Burggraben der Prager Burg ausgerechnet unter den Fenstern der Ratskanzlei ein Misthaufen befunden hat. Bei der Misthaufen-Legende dürfte es sich um die protestantische Antwort darauf handeln, dass Katholiken die Rettung der Defenestrierten mit der Hilfe der Jungfrau Maria erklärten.
Ursachen des glimpflichen Ausgangs dürften die damalige Mode und das kühle Wetter gewesen sein. Alle Beteiligten trugen weite schwere Mäntel, die den Fall stark dämpften. Hinzu kommt, dass die Fenster, aus denen die drei geworfen wurden, sehr klein waren und sie somit nicht mit Schwung nach draußen befördert werden konnten. Außerdem haben sich alle drei gewehrt und Martinitz hielt sich noch am Sims fest, als er bereits draußen hing. Zudem ist die Außenwand unterhalb des Fensters etwas schräg, sodass die drei wohl eher hinunterrutschten als fielen.
Die böhmischen Ständevertreter waren verblüfft darüber, dass die drei den Sturz überstanden hatten, und schickten ihnen hastig einige Schüsse hinterher, die allesamt ihr Ziel verfehlten, da die Schützen durch das Gedränge an den Fenstern am sauberen Zielen gehindert wurden. Unterschlupf und Schutz fanden die Statthalter anschließend bei der katholischen Adeligen Polyxena von Lobkowicz.
Unmittelbar nach dem Fenstersturz wurde der Rat der Defensoren in ein Direktorium umgewandelt. Der Protestantentag konstituierte sich am 24. Mai als Landtag, wählte eine Regierung aus 30 Direktoren und beschloss die Aufstellung einer eigenen Armee.
Der Fenstersturz löste den Aufstand der protestantischen böhmischen Stände gegen die katholischen Habsburger aus. Die Stände erklärten den böhmischen König für abgesetzt, wählten eine eigene Regierung, und suchten ausländische Verbündete für die zu erwartende kriegerische Auseinandersetzung mit den katholischen Habsburgern. 
Den protestantischen böhmischen Ständen schlossen sich auch die Stände in Mähren, der Nieder- und Oberlausitz sowie Nieder- und Oberösterreichs an. Zusammen erklärten sie das Königreich Böhmen zur Böhmischen Konföderation, bei der die Länder der Böhmischen Krone unter einem frei gewählten König gleichberechtigt sein sollten.
Das Defenestrieren war eine härtere Version des Werfens eines Fehdehandschuhs, eine Kriegserklärung an den Kaiser. Der Fenstersturz markierte den Beginn des Aufstands der böhmischen Protestanten gegen die katholischen Habsburger und gilt als Auslöser des Dreißigjährigen Krieges (1618–1648).

## Belege
1. 1 2 3 4  Regina Fürsich: Prager Fenstersturz In: Der Dreißigjährige Krieg (23. Mai 1618) Landeskunde Online
2. ↑  Wolfgang Schweiger: Der Prager Fenstersturz In: Traunsteiner Tagblatt Jahrgang 2018 Nummer vom 20 19. Mai 2018 Online
3. 1 2 3  zitiert nach Milger, S. 40
4. ↑  Hellmut Diwald: Wallenstein. Eine Biographie. Darmstadt 1969, S. 100.
5. ↑  Milger, S. 41.
6. ↑  Katrin Bock: Der Prager Fenstersturz Radio Prague vom 7. Juni 2003